# Gina Rodriguez

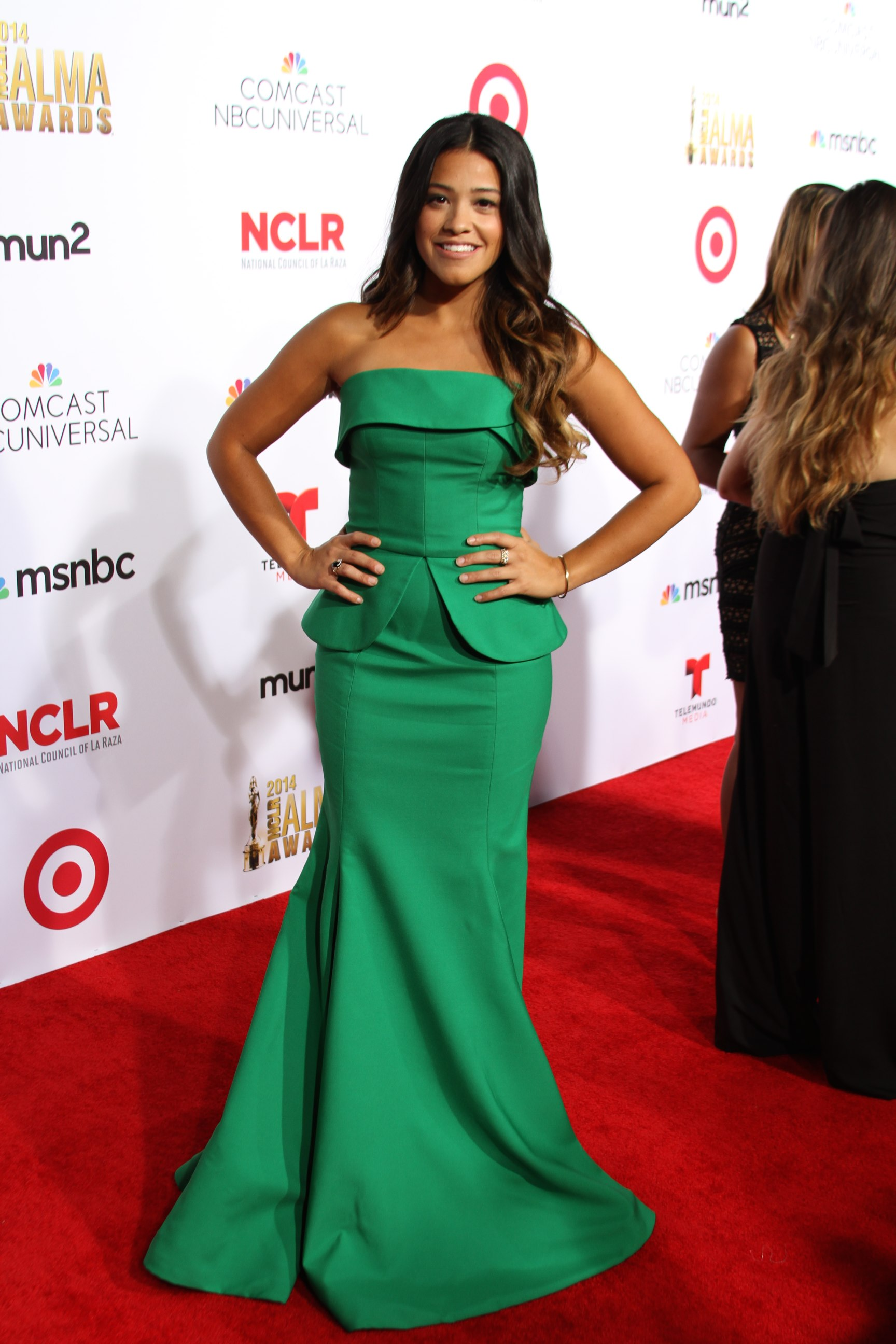
Gina Rodriguez (2014)

Gina Alexis Rodriguez (ur. 30 lipca 1984 w Chicago) – amerykańska aktorka, która wystąpiła m.in. w tytułowej roli w serialu Jane the Virgin, za którą została nagrodzona Złotym Globem.

## Życiorys

### Młodość
Urodziła się w Chicago jako najmłodsza z trzech córek Portorykańczyków, Magali i Genara Rodriguezów. Wychowywała się w Belmont Cragin, jednej z dzielnic Chicago. Uczęszczała na Uniwersytet Columbia i Tisch School of the Arts. Przez 4 lata należała do Atlantic Theater Company i Experimental Theatre Wing, dzięki czemu w 2005 roku uzyskała stopień naukowy z zakresu sztuk pięknych. Zagrała Fridę Kahlo w sztuce teatralnej - Casa Blue: The Last Moments in the Life of Frida Kahlo.

### Kariera
Zadebiutowała w telewizji w 2004 roku, gdy zagrała w serialu Prawo i porządek. Następnie wystąpiła między innymi w produkcjach Jedenasta godzina, Poślubione armii i Mentalista. Wystąpiła również w Modzie na sukces. Za musical z 2011 roku Go for It! została nominowana do Imagen Award.
W 2012 roku zdobyła Imaged Award  za film Filly Brown, a w 2013 roku ALMA Award i Inaugural Lupe Award. Również w 2013 zagrała w filmie Sleeping with the Fishes i serialu Partnerki.
Od 2014 do 2019 roku grała w serialu Jane the Virgin, za co została nagrodzona licznymi nagrodami, między innymi Złotym Globem w 2015. Również w 2015 prowadziła Teen Choice Awards 2015. W 2016 roku zagrała w filmie Sticky Notes. Zagrała także w filmie The Star, który ukazał się w 2017 roku i thrillerze Anihilacja wraz z Natalie Portman. Użyczyła głosu w serialu animowanym Netfliksa Carmen Sandiego, którego premiera odbyła się w 2019.
Jest właścicielką Can & I Will Productions, dzięki czemu tworzyła projekty dla CBS i The CW, które skupiają się wokół społeczności latynoskiej. W 2018 roku ogłoszono, że wyprodukuje i zagra w komedii romantycznej Ktoś wyjątkowy na Netfliksie.

## Życie prywatne
W jednym z wywiadów wyznała, że cierpi na zapalenie tarczycy Hashimoto.
W 2016 roku zaczęła się spotykać z Joe LoCicero, którego poznała na planie serialu Jane the Virgin. W 2018 potwierdzili zaręczyny, a 4 maja 2019 wzięli ślub.

## Filmografia

### Filmy
| Rok  | Tytuł                                 | Rola                    | Uwagi                  |
| ---- | ------------------------------------- | ----------------------- | ---------------------- |
| 2008 | Calling It Quits                      | Dayplayer               |                        |
| 2008 | Ten: Thirty One                       | Dziewczyna z sąsiedztwa | krótkometrażowy        |
| 2009 | Osvaldo's                             | Ana Daisy               | krótkometrażowy        |
| 2010 | Nasze wielkie rodzinne wesele         | Druhna                  |                        |
| 2010 | Little Spoon                          | Mandy                   | krótkometrażowy        |
| 2011 | Go for It!                            | Gina                    |                        |
| 2012 | Filly Brown                           | Majo Tonorio            |                        |
| 2012 | California Winter                     | Ofelia Ramirez          |                        |
| 2013 | Interstate                            | Nayeli                  | krótkometrażowy        |
| 2013 | Enter the Dangerous Mind              | Adrienne                |                        |
| 2013 | The Price We Pay                      | Medic                   | głos, film krótkometr. |
| 2013 | Sleeping with the Fishes              | Alexis Fish             |                        |
| 2013 | Una Y Otra Y Otra Ve                  | Dziewczyna              | krótkometrażowy        |
| 2014 | Since I Laid Eyes                     | Ilene                   | krótkometrażowy        |
| 2014 | C'est Jane                            | Jane                    | krótkometrażowy        |
| 2016 | Sticky Notes                          | Natalia                 |                        |
| 2016 | Żywioł: Deepwater Horizon             | Andrea Fleytas          |                        |
| 2017 | Pierwsza gwiazdka                     | Maryja                  | głos                   |
| 2017 | Fernando                              | Una                     | głos                   |
| 2018 | Anihilacja                            | Anya Thorensen          |                        |
| 2018 | Mała Stopa                            | Kolka                   | głos                   |
| 2018 | Sharon 1.2.3.                         | Cindy                   |                        |
| 2019 | Wystrzałowa miss                      | Gloria Fuentes          |                        |
| 2019 | Ktoś wyjątkowy                        | Jenny                   | także producentka      |
| 2019 | Andy's Song                           | Tavi                    | krótkometrażowy        |
| 2020 | Kajillionaire                         | Melanie                 |                        |
| 2020 | Scooby-Doo!                           | Velma Dinkley           | głos                   |
| 2020 | Carmen Sandiego: Kraść albo nie kraść | Carmen Sandiego         | krótkometr.            |
| 2021 | Gdy sen nie nadchodzi                 | Jill Adams              |                        |
| 2022 | Wróć do mnie                          | Anne                    |                        |
| 2023 | Parachute                             | dr Akerman              |                        |

### Telewizja
| Rok        | Tytuł                            | Rola                        | Uwagi       |
| ---------- | -------------------------------- | --------------------------- | ----------- |
| 2004, 2008 | Prawo i porządek                 | Yolanda; Inez Soriano       | 2 odc.      |
| 2005       | Jonny Zero                       | Rose                        | 1 odc.      |
| 2009       | Jedenasta godzina                | Robin                       | 1 odc.      |
| 2010       | Zakochana złośnica               | Danica                      | 1 odc.      |
| 2010       | Poślubione armii                 | Marisol Evans               | 3 odc.      |
| 2010       | My Super Psycho Sweet 16: Part 2 | Courtney Ramirez            | film TV     |
| 2011       | Happy Endings                    | Rita                        | 1 odc.      |
| 2011       | Mentalista                       | Elvia                       | 1 odc.      |
| 2011–2012  | Moda na sukces                   | Beverly                     | 15 odc.     |
| 2012       | No Names                         | Megan                       | 3 odc.      |
| 2013       | Longmire                         | Lorna Dove                  | 1 odc.      |
| 2013       | Partnerki                        | Lourdes Santana             | 1 odc.      |
| 2014       | Wild Blue                        | Pilar Robles                | film TV     |
| 2014–2019  | Jane the Virgin                  | Jane Villanueva             | główna rola |
| 2018       | Brooklyn Nine-Nine               | Alicia                      | 1 odc.      |
| 2018–2020  | Elena z Avaloru                  | Marisa                      | 4 odc.      |
| 2018–2022  | Big Mouth                        | Gina Alvarez / Gina Parrot  | 17 odc.     |
| 2019–2021  | Carmen Sandiego                  | Carmen Sandiego             | głos        |
| 2019       | Robot Chicken                    | Ginger                      | 1 odc.      |
| 2020–2021  | Diary of a Future President      | prezydent Elena Cañero-Reed | 8 odc.      |
| 2022       | Zaginiony Ollie                  | Momma                       | miniserial  |
| 2022–2023  | Batwheels                        | Catwoman (głos)             | 2 odc.      |
| 2023       | Not Dead Yet                     | Nell Serrano                | gł. rola    |

## Nagrody
- Złoty Glob Najlepsza aktorka w serialu komediowym lub musicalu: 2014 Jane the Virgin